# Edith Whetnall

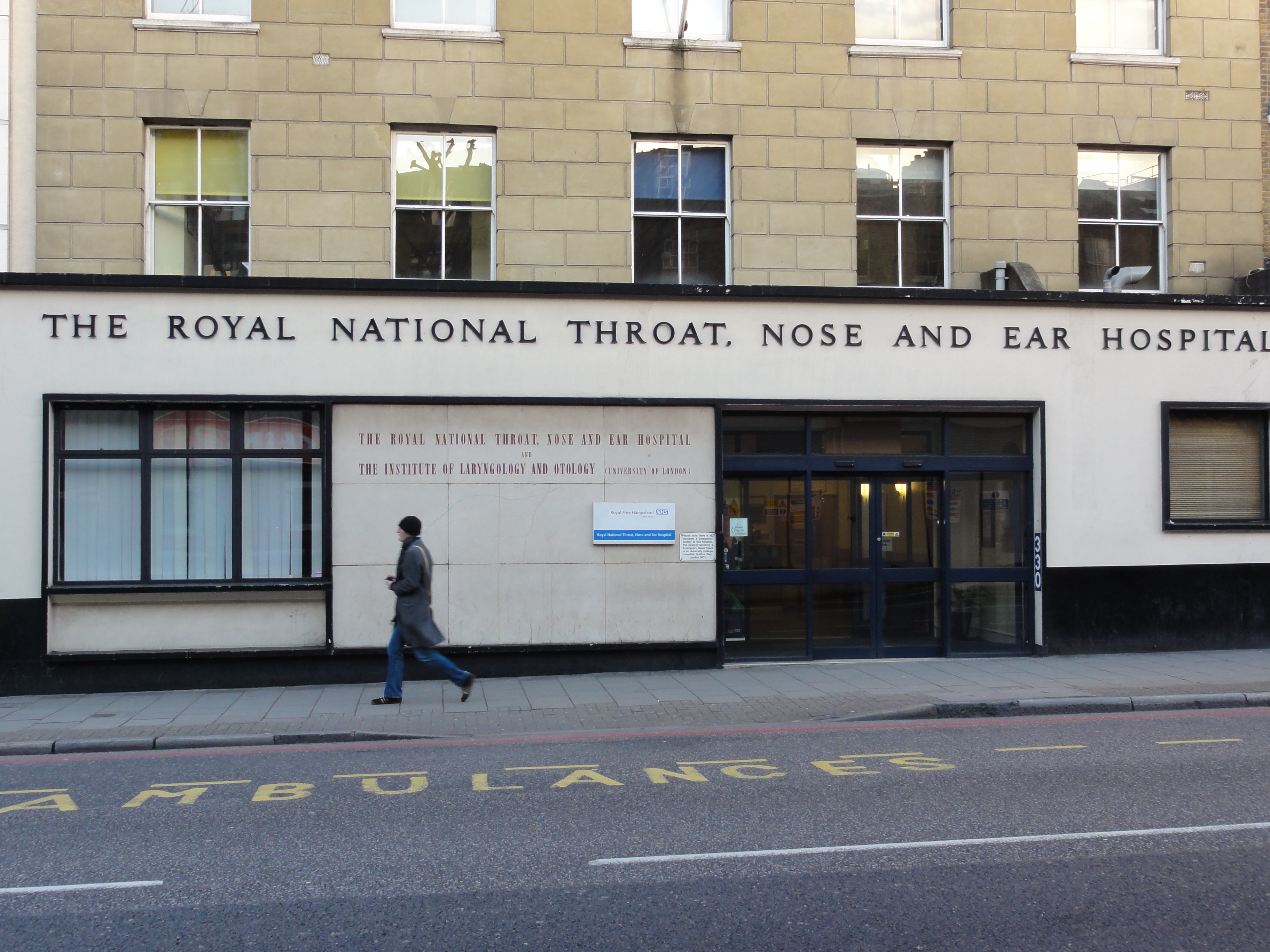
Royal National Throat Nose and Ear Hospital

Edith Whetnall, verheiratete Niven (* 6. September 1910 in Hull, Yorkshire, Vereinigtes Königreich; † 23. Oktober 1965 in London), war eine britische Otologin, eine international bekannte pädiatrische Audiologin und Vertreterin der auditiv-verbalen Erziehung.

## Leben
Edith Aileen Maude Whetnall wuchs als jüngste Tochter des Pfarrers der reformierten Wesleyan Kirche in Hull auf. Sie schloss am King’s College Hospital mit dem Bachelor für Medizin und Naturwissenschaften ab. Sie wurde Mitglied (Fellow) des Royal College of Surgeons of England und machte 1940 und 1944 ihren Master in London.
Während des Zweiten Weltkrieges war sie Assistentin des bekannten Laryngologen Victor Ewings Negus. Sie begann sich für Otologie zu interessieren (möglicherweise weil bei ihrer dreijährigen Nichte Gehörlosigkeit diagnostiziert wurde), als sie in den Horton und Sutton Hospitals, den Filialen des King’s College Hospitals, arbeitete.
1946 wurde sie zur beratenden Otologistin beim London County Council ernannt, als Nachfolgerin von Terence Cawthorne, mit dem sie in Horton gearbeitet hatte. Diese Verbindung zeigte ihr die Notwendigkeit für Kliniken, die Gehörlosigkeit bereits bei sehr jungen Kindern zu erkennen.
1947, ein Jahr bevor National Health Service (NHS) gegründet wurde, begann sie die Gehörlosenklinik (seit 1963: Nuffield Hearing and Speech Centre) an der Golden Square Filiale des Royal National Throat Nose and Ear Hospital aufzubauen und wurde deren erste Direktorin. Das Zentrum wurde speziell für die Diagnose, Beurteilung und Entwicklung der Hör- und Sprachfähigkeit gehörloser Kinder entwickelt.
In den 1950er Jahren wurde Whetnall zunehmend beunruhigt über die Probleme gehörloser Kinder und konzentrierte ihre Zeit und ihre Aufmerksamkeit auf junge Patienten. Gesundheitliche Probleme zwangen sie, sich von der otologischen Chirurgiepraxis zurückzuziehen und sich vermehrt mit der Audiologie, das heißt der Diagnose und der nichtchirurgischen Behandlung des Hörverlustes, zu befassen. Unter ihrer Leitung wurde das Nuffield Centre für die auditive-verbale Methode bekannt, die einen anderen Ansatz verfolgte als die traditionellen Gebärden- (manual method) und Lippenlesemethoden (oral education).
1939 heiratete sie den Mediziner Robert Niven.

## Werk
Whetnall entdeckte, dass einige Kinder in der Schule besser waren, weil ihre Mütter ihnen regelmäßig ins Ohr sprachen. Sie ging davon aus, dass alle klinisch gehörlosen Kinder ein Restgehör hätten, das mit früher Diagnose und adäquater Behandlung genutzt werden könnte. Ihrer Meinung nach sollten auch angeboren gehörlose Säuglinge in den ersten Lebensmonaten mit Hörgeräten ausgerüstet werden, um ihnen die beste Chance für verwertbares Hören und Sprachfähigkeit zu geben.
1948 wurden von der NHS die neuen Medresco (Medical Research Council) Hörgeräte eingeführt. Diese ermöglichten die Resthörigkeit der Kinder, welche bei der Mehrheit der gehörlos geborenen Kinder oder solchen mit früh erworbener Schwerhörigkeit festgestellt wurde, zu trainieren. Whetnall war eine Zeitlang Direktorin der MRC Wernher Abteilung, welche unter Tom Littler für die Entwicklung der Medresco-Hörgeräte verantwortlich war.
Als Otologin wusste sie, dass es mehr brauchte als einen chirurgischen Eingriff, und sie förderte die Abgabe von Hörgeräten und Unterstützungsprogramme wie Lippenlesekurse. Es wurde bald klar, dass die frühe Diagnose in angeborenen Fällen der Schlüssel für den Erfolg darstellte. Whetnall und ihr Team hatten großen Erfolg mit der Anwendung von Hörgeräten bei Kleinkindern und Babys, welche an starker Schallempfindungsschwerhörigkeit litten, obwohl man in der Fachwelt der Meinung war, dass das nicht möglich wäre.
Whetnall gehörte zu den Vertretern der auditiv-verbalen Erziehung, wobei ihr Schwerpunkt mehr beim Restgehör als bei der Sprache lag. Bei der Verbreitung ihrer neuen Erkenntnisse wurde sie während ihrer ganzen Berufskarriere von einer lautstarken Minderheit angegriffen, die sich dafür starkmachte, dass gehörlosen Kinder erlaubt werden sollte, sich in der Gehörlosenkultur zu entwickeln. Obwohl diese Kontroverse während einiger Jahre anhielt, gewannen die Erkenntnisse von Whetnall breite Unterstützung.
Ihr Enthusiasmus und ihre Fähigkeit, andere von ihrer Behandlungsmethode zu überzeugen, führten zu weiteren ähnlichen Einrichtungen in verschiedenen Teilen Großbritanniens und in Übersee. 1953 wurde eine spezielle Klinik für Mütter und Babys in Ealing eröffnet, mit einer Woche Tests und intensivem Training für die Mütter von gehörlosen Kindern. 1958 wurde in Ealing eine zweite Klinik eröffnet, wo ältere Kinder längere Perioden bleiben konnten.
Whetnalls Konzept stützte sich auf das Programm des holländischen Arztes Henk Huizing, das er in den frühen 1940er Jahren in Groningen, Niederlande für Kinder unter 3 Jahren eingeführt hatte, die in normal sprechenden Familien anstatt wie bisher in der Gehörlosenschule untergebracht wurden. Bengt Barr hatte ein ähnliches Programm in Dänemark gestartet:
- Ein gehörloses Kind wurde möglichst unter 3 Jahren mit einem Hörgerät versorgt.
- Das Medesco-Hörgerät wurde vom Staat (NHS) abgegeben und war das einzig erhältliche, deshalb trugen alle dieses Hörgerät.
- Das Mikrofon musste vorne angebracht werden, damit das Kind die eigene Stimme hören konnte.
- Die Hörgeräte mussten den ganzen Tag getragen werden, damit das gehörlose Kind die Töne ebenso viele Stunden hören konnte wie die hörenden Kinder.
- Eine normale Sprech- und Sprachumgebung war notwendig, weil man nur das wiedergeben kann, was man hört.
- Individuelle Spracherziehung war nötig, um dem Kind das Hören und das Interpretieren der Töne zu lehren, die es über das Hörgerät empfing.
- Dem Kind wurden nicht einzelne Sprachelemente beigebracht, sondern der Redefluss und der Sprachrhythmus (Prosodie, Betonung, Wortmelodie, Satzakzent, Wortakzent) der Sprache wurde zuerst etabliert, in Anbetracht dessen, dass 80 % des Sprachverständnisses auf diesen beiden beruht.
- Das Ziel war, genug Rede- und Sprachfähigkeit bis zum Schuleintritt zu erwerben, um die Schule mit normal hörenden Gleichaltrigen besuchen zu können.[1]

Sie schrieb zahlreiche Artikel über ihre Methode und Erfahrungen für verschiedene Zeitungen und 1964 ein Buch zum auditiv-verbalen Ansatz beim Training gehörloser Kinder. Es war ihr ein Anliegen, junge Otologen und andere Fachleute auf diesem Gebiet auszubilden. Eine ihrer überzeugten Studentinnen war die Sprachheilpädagogin Ciwa Griffiths, die in Amerika unabhängig die gleichen Erfahrungen gemacht hatte und sich dort ebenfalls gegen die arrivierte Fachwelt behaupten musste.

## Veröffentlichungen
- mit Dennis Butler Fry: The Deaf Child. William Heinemann Medical Books, London 1964.
- mit Dennis Butler Fry, Robert B. Niven (Hrsg.): Learning to Hear. William Heinemann Medical Books, London 1970, ISBN 0-433-23250-1.